# Tartus (tỉnh)
Tartus (tiếng Ả Rập: مُحافظة طرطوس / ALA-LC: Muḥāfaẓat Ṭarṭūs) là một trong 14 tỉnh của Syria. Tỉnh nằm ở phía tây Syria, giáp với tỉnh Bắc của Liban ở phía nam, Địa Trung Hải ở phía tây, Latakia ở phía bắc, và Homs và Hama ở phía đông. Đây là một trong số ít các tỉnh có cộng đồng Alawi chiếm đa số tại Syria. Diện tích của tỉnh là 1.890 km²  hay 1.892 km² . Theo con số năm 2010, dân số của tỉnh là 785.000 người. Thành phố thủ phủ là Tartus.
Tỉnh là một nhà lịch sử của Quốc gia Alaouites, tồn tại từ 1920–1936.

## Huyện
Tỉnh được chia thành 5 huyện (manatiq):
- Ash-Shaykh Badr
- Baniyas
- Duraykish
- Safita
- Tartus

Các huyện được chia tiếp thành 27 phó huyện (nawahi).